# Kanton Combles
Kanton Combles (fr. Canton de Combles) byl francouzský kanton v departementu Somme v regionu Pikardie. Skládal se z 19 obcí. Zrušen byl po reformě kantonů 2014.

## Obce kantonu
- Carnoy
- Combles
- Curlu
- Équancourt
- Étricourt-Manancourt
- Flers
- Ginchy
- Gueudecourt
- Guillemont
- Hardecourt-aux-Bois
- Hem-Monacu
- Lesbœufs
- Longueval
- Maricourt
- Maurepas
- Mesnil-en-Arrouaise
- Montauban-de-Picardie
- Rancourt
- Sailly-Saillisel